# HEW Cyclassics 1998
La HEW Cyclassics 1998 fou la 3a edició de la cursa ciclista HEW Cyclassics. Es va disputar el 16 d'agost de 1998 sobre un recorregut de 253,5 km. La cursa fou la setena prova de la Copa del món de ciclisme de 1998. El vencedor fou el neerlandès Leon van Bon (Rabobank ProTeam), que s'imposà a l'esprint a Michele Bartoli i Ludo Dierckxsens.

## Resultats
|    | Ciclista                 | Equip                    | Temps      |
| -- | ------------------------ | ------------------------ | ---------- |
| 1  | Leon van Bon (NED)       | Rabobank ProTeam         | 6h 09' 28" |
| 2  | Michele Bartoli (ITA)    | Asics                    | m. t.      |
| 3  | Ludo Dierckxsens (BEL)   | Lotto-Mobistar-Isoglass  | m. t.      |
| 4  | Salvatore Commesso (ITA) | Saeco                    | m. t.      |
| 5  | Nico Mattan (BEL)        | Mapei-Bricobi            | m. t.      |
| 6  | Christophe Mengin (FRA)  | La Française des Jeux    | m. t.      |
| 7  | Michael Rich (GER)       | Saeco                    | m. t.      |
| 8  | Christian Wegmann (GER)  | Die Continentale-Olympia | m. t.      |
| 9  | Jan Ullrich (GER)        | Team Telekom             | m. t.      |
| 10 | Paul van Hyfte (BEL)     | Lotto-Mobistar-Isoglass  | m. t.      |